# De L'Agulla
De L'Agulla es un cultivar de higuera de tipo higo común Ficus carica, unífera de higos de epidermis con color de fondo amarillo verdoso con sobre color verde amarillento. Se cultiva en la colección de higueras de Montserrat Pons i Boscana en Llucmajor, Islas Baleares.

## Sinonimia
- „Agulla“,[4][6][7]

## Historia
Actualmente la cultiva en su colección de higueras baleares Montserrat Pons i Boscana, rescatada de un ejemplar o higuera madre localizada en el término de Campos, en la finca "sa Barrala" propiedad de Margalida de "ca Na Punta", de higos muy pequeños.
La variedad 'De L'Agulla' parece ser originaria de Campos donde es conocida y cultivada, denominándola así por la forma de la parte superior muy estrechada y con un cuello muy fino (Agulla:Aguja en las islas Baleares).

## Características
La higuera 'De L'Agulla' es una variedad unífera de tipo higo común. Árbol de desarrollo mediano, vigorosidad entre media y alta, con copa redondeada y de ramaje esparcido. Sus hojas son de 3 lóbulos mayoritariamente y de 1 lóbulo al (25%). Sus hojas con dientes presentes serrados poco marcados, ángulo peciolar obtuso. 'De L'Agulla' tiene  desprendimiento mediano de higos, y un rendimiento productivo medio y periodo de cosecha medio. La yema apical cónica de color verde amarillento.
Los frutos 'De L'Agulla' son higos de un tamaño de longitud x anchura:25 x 32 mm, con forma piriforme con un peculiar cuello muy pequeño y estrecho, bastantes apareados, de la misma anchura y tamaño que el pedúnculo formando un solo cuerpo, que presentan unos frutos muy pequeños de unos 8,920 gramos en promedio, son los menores de todo el grupo de "Las Alicantinas". Presentan un alto porcentaje de frutos aparejados y menos de anormales, de epidermis con consistencia fuerte dura, grosor de la piel grueso, con color de fondo amarillo verdoso con sobre color verde amarillento. Ostiolo de 2 a 3 mm con escamas pequeñas blanquecinas. Pedúnculo de 8 a 15 mm cilíndrico amarillo verdoso. Grietas ausentes. Costillas prominentes. Con un ºBrix (grado de azúcar) de 20 de sabor dulce un poco soso, con color de la pulpa rojo pálido. Con cavidad interna pequeña o ausente, con aquenios pequeños y pocos. Son de un inicio de maduración sobre el 24 de agosto al 28 de septiembre. De rendimiento por árbol medio y periodo de cosecha medio. Variedad poco conocida y cultivada.
Se usa como higos secos en alimentación humana, y en fresco y en seco para ganado porcino y ovino. Mediana abscisión del pedúnculo y poca facilidad de pelado. Son muy resistentes a las lluvias, al transporte y a la apertura del ostiolo y de una mediana resistencia al desprendimiento.

## Cultivo
'De L'Agulla', se utiliza higos secos en humanos, y frescos y secos para el ganado. Se está tratando de recuperar de ejemplares cultivados en la colección de higueras baleares de Montserrat Pons i Boscana en Llucmajor.